# 川風
川風（かわかぜ）とは、河川の周辺で見られる特徴的な風のこと。河風、江風とも。

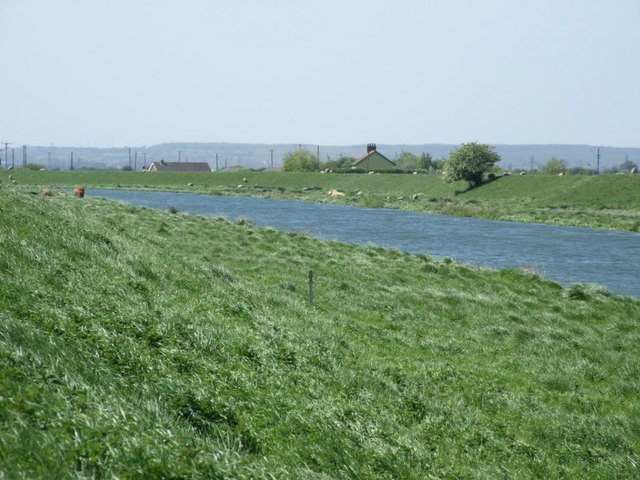
Glen川、イギリス リンカンシャーにて

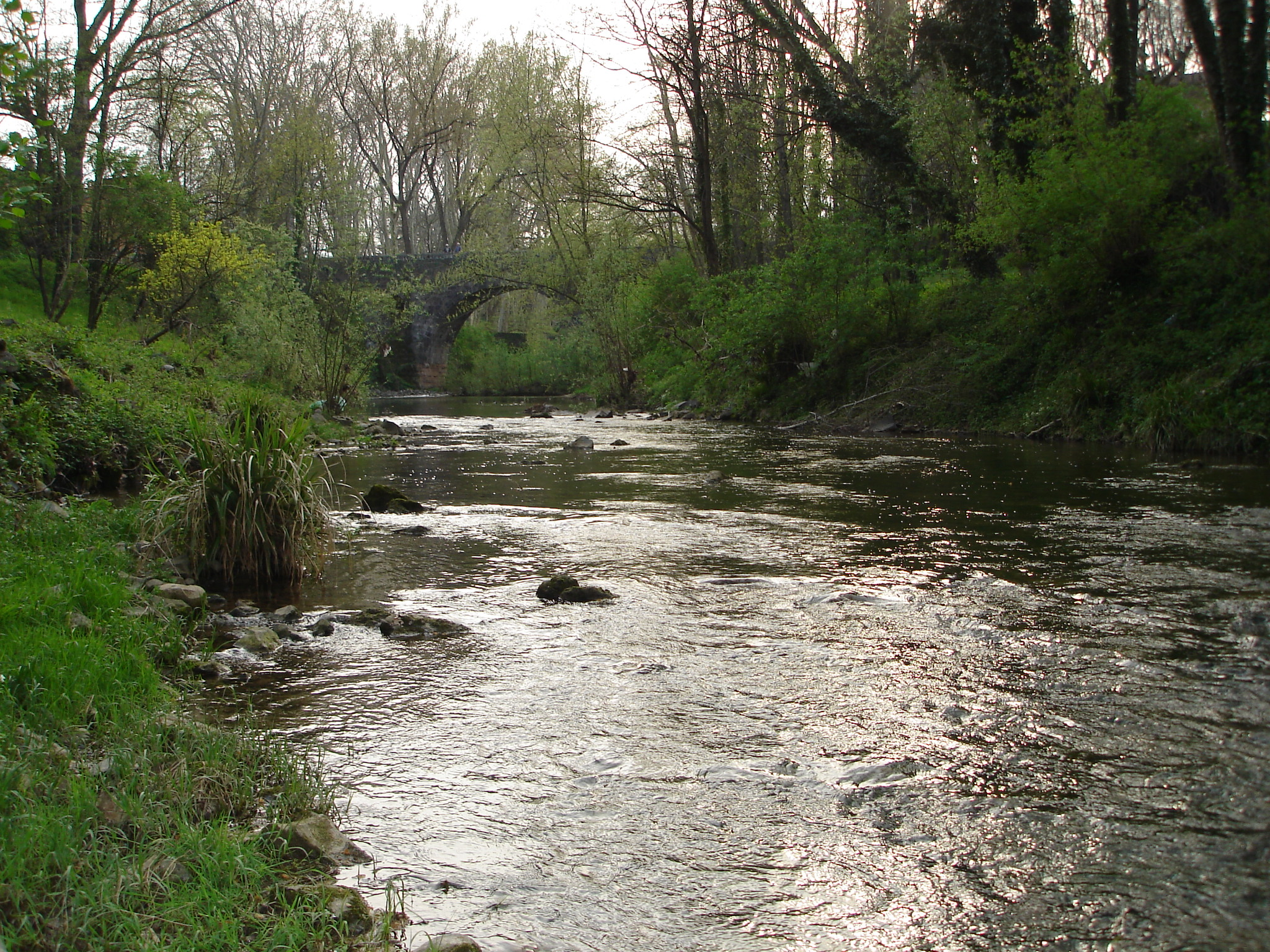
Fluvià川、スペイン ジローナ県 オロトにて

一般的には、周囲に比べて涼しく湿っておりひんやりとした、川辺の空気でできた風を指す。学術的には、川から川岸や陸地へ、あるいは川岸や陸地から川へと風向が変わる風と、川の水面の上を上流や下流に向かって流れる風との2種類がある。

## 川と陸地の間に吹く「川風」
ある程度の幅を持った河川になると、川の水が周囲の陸地よりも比熱が大きい（温まりにくく冷めにくい）ため、川と陸地の間で温度差が生じ、それが気圧差となり、やがて風を生む。これは海と陸の間で起こる海陸風と同じ原理で、昼間は川から陸地へ、夜間は陸地から川へと風が吹く。
しかし、海の場合とは異なり、川はスケールが小さいため、川風や陸風も弱く、普段はその地域全体に吹いている風（一般風）に打ち消されてしまう。風が弱く天気が安定しているようなときにしか見られないのが普通である。ただ、峡谷など、川の周囲を高い山が囲んでいる場合は、その規模の一般的な湖に比べて川風や陸風が強くなる。これは、気圧差のスケールが大きくなったり、山谷風が加わったりすることによる。

## 川の上流や下流に向けて吹く「川風」
世界中を見ても、ほとんどの河川は、川の周囲は緑地あるいは多少の植物が繁殖しており、河川の両岸は堤防のように少し高くなっている。また、川面は平らである。こういった地形の影響で、川は「風の通り道」となっている。
例えば、山沿いの川の場合、山沿いを降りてくる冷たい空気が標高の低い川面に集まってきて、支流が合流するにしたがって冷たい空気も集まり、川の流れとともに冷たい空気が川を下っていく。こうして、未明や朝を中心に、上流から下流に向かってひんやりとした風が流れる。
また、昼になると、前節で述べた海陸風のメカニズムによって、海から陸へと吹く海風が川にも流入してくる。海風は、平坦な川面を上流に向かって勢いよく流れ、日中は海風の通り道の役割を果たす。夜になると、陸地の冷えた空気が川に流れ込み、これが逆に川を伝って海へと流れ出す。
また、堤防などの小高い部分と平坦な川面がなす地形により、多くの河川では、風が比較的弱いときは、河川の周囲だけ風向きが川沿いに変わり、川の上流や下流に向かい風となって流れる。
こういった「風の通り道」としての効果は、近年、特に海沿いの都市のヒートアイランドを軽減するとして注目されており、東京などでは川風を利用した「風の道」の計画が進んでいる。